# Ounianga
Ounianga je sustav 18 jezera u sjeveroistočnom čadskom departmanu Ennedi Ouest pokrajine Borkou-Ennedi-Tibesti, u srcu izrazito aridnog dijela pustinje Sahare.
Slana, jako slana i slatkovodna jezera su nastala od podzemnih voda i nalaze se u dvije skupine udaljene do 40 km, na površini od 628 km². Ovaj izuzetan prirodni krajolik jezera i dina velike ljepote boja i oblika, nastalih zahvaljujući raznolikim sastavima i vegetaciji, poznat kao "plutajući valovi u pustinji", je 2012. godine upisan na UNESCO-ov popis mjesta svjetske baštine u Africi.
Jezera Ounianga se nalaze u bazenu koji je prije manje od 10.000 godina pokrivalo mnogo veće jezero i predstavljaju jedinstven hidrološki sustav. Sastoje se od ukupno 18 jezera različitih veličina, dubina, obojenosit i kemijskih sastava, podijeljenih u dvije skupine: 
- Ounianga Kebir skupina se sastoji od četiri jezera, od kojih najveće, Yoan, ima površinu od 358 ha i dubinu do 27 m. Njegova vrlo slana voda podržava samo alge i neke mikroorganizme. Katam, 3 km jugoistočno od Yoana je manje i ima dva dijela odijeljena žalom pijeska. Njegov zapadni, plići dio, je lijepe plave boje, a drugi je duboko zelene. Ta neobična obojenost je nastala zbog prisutnosti alge spirulina platensis. Ostala jezera su: Oma (ili Ouma) i Béver.

- Ounianga Serir sustav se nalazi 45-60 km južnije od Ounianga Kebira, a sastoji od četrnaest jezera razdvojenih pješčanim dinama na 436 ha. Plutajuća trska pokriva gotovo pola njihovih površina što smanjuje njihova isparavanja. Jezero Teli ima najveću površinu, ali dubinu manju od 10 m. Zahvaljujući visokoj kvaliteti slatke vode neka od tih jezera su dom za vodenu faunu, osobito ribe. Njegovih 14 jezera su: Midji, Forodom, Melekui, Dirke, Ardjou, Téli (na slici desno), Obrom, Élimé, Hogo, Djiara, Ahoita, Daléyala i Boukkou.

- Lac Yoa
- Lac Yoa
- Lac Katam
- Lac d'Ounianga Sérir